# جک انیل

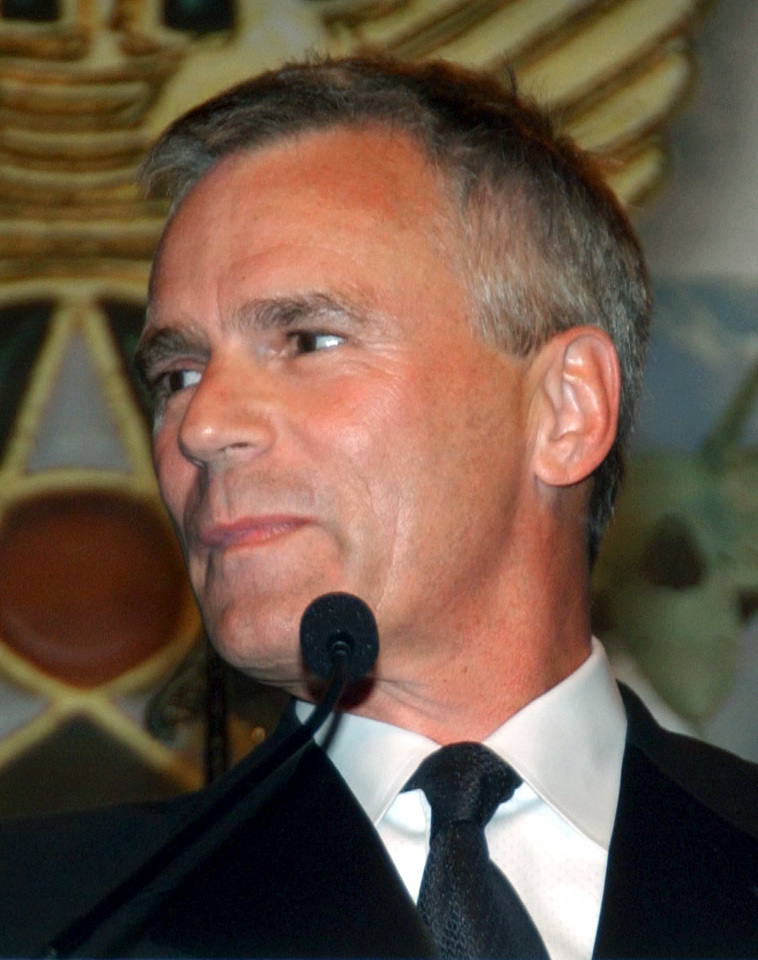

جاناتان «جک» اُنیل (به انگلیسی: Jonathan "Jack" O'Neill) (تولد فرضی ۲۰ اکتبر ۱۹۵۲) شخصیتی خیالی‌است در فیلم علمی‌تخیلی دروازهٔ ستارگان و مجموعهٔ تلویزیونی دنبالهٔ آن دروازهٔ ستارگان اس‌جی-۱ که توسط کرت راسل (با املای O'Neil) در اولی و ریچارد دین آندرسن (با املای O'Neill) در دومی بازی می‌شود. انیل همچنین گاه در مجموعه تلویزیونی دروازهٔ ستارگان آتلانتیس پدیدار می‌شود. او و دنیل جکسن تنها شخصیت‌هایی هستند که در هر سهٔ آن‌ها ظاهر شده‌اند.
در فیلم، انیل یک سرهنگ نیروی هوایی آمریکاست که نخستین گروهی را که از دروازه رد می‌شوند رهبری می‌کند. در مجموعهٔ تلویزینی تیم اصلی اس‌جی-۱ را در مأموریت‌های بیشتری رهبری می‌کند تا اینکه به مقام سرتیپ دوم ارتقا می‌یابد و به مدت یک سال به فرماندهی فرماندهی دروازهٔ ستارگان می‌پردازد. پس از آن وی به ریاست امنیت جهان خانگی گماشته می‌شود و دیگر در مجموعه تلویزیونی حضور دائم ندارد.